# Четинкочелюстни
Четинкочелюстни или Власинкочелюстни (Chaetognatha, на гръцки – χαίτη, chaitae „дълги косми, четинки“ и γνάθος, gnathos „челюст“) са тип водни животни с несегментирано прозрачно тяло.

## Морфология
Тялото на представителите от този тип достига на дължина до 10 cm. Снабдено е със страничен и опашен плавник. Отличават се глава, тяло и опашка. През ембриогенезата опашката се развива на по-късен етап от останалите части на тялото. Отгоре и отстрани главата е покрита с шлем от двойна кожна гънка. Странично са разположени и две хитинови хватателни кукички. На горната част се намират и две очи. Тялото е покрито от многослоен кожен епител. Това е изключение сред безгръбначните животни и за първи път се проявява в животинския свят. Под епитела се намират мускулни влакна и добре развит целом.
Храносмилателната система се състои от уста заобиколена от подвижни хитинови кукички. Следват глътка, тънко черво и коремно разположен анус. Липсва развита дихателна, отделителна и кръвоносна система.
Нервната система се състои от два церебрални и два вентрални ганглия, две окологлътъчни връзки и нервни влакна излизащи от вентралните ганглии към всички части на тялото. По повърхността на тялото имат брадавици, а по главата ресничести косъмчета изпълняващи осезателна функция.
Четинкочелюстните са хермафродитни животни. Половите клетки се образуват в целомния епител. Във всеки клон на целома има по един яйчник с яйцепровод. Всеки опашен дял на целома притежава и по един тестис. Спермата се съхранява в семенно мехурче. Оплождането е вътрешно като сперматозоидите проникват през стената на яйцепроводити. Яйцата се излюпват въ външната среда като младите индивиди наподобяват на възрастните.

## Произход и систематика
Описани са около 120 вида от 20 рода. Тялото на четинкочелюстните е образувано от два сегмента. Това ги отличава от вторичноустните, но всички останали белези ги доближават до тях.

## Екология
Четинкочелюстните са основно планктонни морски хищници. Хранят се с ракообразни и малки рибки. Черно море е обитавано от са известни три вида, които се срещат в него.